# Монастирищенська міська рада
Монастири́щенська міська́ ра́да — адміністративно-територіальна одиниця та орган місцевого самоврядування в Монастирищенському районі Черкаської області. Адміністративний центр — місто Монастирище.

## Загальні відомості
Монастирищенська міська рада утворена в 1985 році.
- Територія ради: 137,47 км²
- Населення ради: 13 051 особа (станом на 2001 рік)
- Територією ради протікає річка Конела

## Населені пункти
Міській раді підпорядковані населені пункти:
- м. Монастирище
- с-ще Кудинів Ліс
- с. Нове Місто

## Склад ради
Рада складається з 30 депутатів та голови.
- Голова ради: Тищенко Олександр Михайлович
- Секретар ради: Комар Ірина Михайлівна

### Керівний склад попередніх скликань
| Прізвище, ім'я, по батькові  | Основні відомості                                                                    | Дата обрання | Дата звільнення |
| ---------------------------- | ------------------------------------------------------------------------------------ | ------------ | --------------- |
| Тищенко Олександр Михайлович | Міський голова, 1962 року народження, освіта вища, член Народно-демократичної партії | 26.03.2006   | 31.10.2010      |
| Тищенко Олександр Михайлович | Міський голова, 1962 року народження, освіта вища, член Демократичної партії України | 31.10.2010   |                 |

Примітка: таблиця складена за даними сайту Верховної Ради України

### Депутати
За результатами місцевих виборів 2010 року депутатами ради стали:

#### За суб'єктами висування
| Суб'єкт висування                                       | Кількість обраних депутатів | %    |
| ------------------------------------------------------- | --------------------------- | ---- |
| Політична партія Всеукраїнське об'єднання «Батьківщина» | 10                          | 33,3 |
| Партія регіонів                                         | 7                           | 23,3 |
| Демократична партія України                             | 5                           | 16,7 |
| Соціально-екологічна партія «Союз. Чорнобиль. Україна.» | 5                           | 16,7 |
| Політична партія «Фронт Змін»                           | 2                           | 6,7  |
| Народна партія                                          | 1                           | 3,3  |

#### За округами
| № округу                                                | Прізвище, ім'я, по батькові     | Дата визнання обраним | Освіта           | Партійна приналежність                                        | Відомості про обраного депутата                                                             |
| ------------------------------------------------------- | ------------------------------- | --------------------- | ---------------- | ------------------------------------------------------------- | ------------------------------------------------------------------------------------------- |
| Демократична партія України                             |                                 |                       |                  |                                                               |                                                                                             |
| б/м                                                     | Голодецький Василь Іванович     | 03.11.2010            | вища             | позапартійний                                                 | Монастирищенська лісництво державного підприємства «Уманське лісове господарство», лісничий |
| б/м                                                     | Чорноконь Олена Іванівна        | 03.11.2010            | вища             | член Демократичної партії України                             | Центральна районна аптека, завідувачка аптеки                                               |
| б/м                                                     | Нагорний Ігор Васильович        | 03.11.2010            | вища             | член Демократичної партії України                             | Районний відділ міліції, інспектор адміністративної практики                                |
| 11                                                      | Комар Ірина Михайлівна          | 03.11.2010            | вища             | член Демократичної партії України                             | Монастирищенська міська рада, секретар                                                      |
| 12                                                      | Русанова Наталія Іванівна       | 03.11.2010            | середня          | член Демократичної партії України                             | загальноосвітня школа № 2 с. Нове Місто, медична сестра                                     |
| Народна Партія                                          |                                 |                       |                  |                                                               |                                                                                             |
| 2                                                       | Бицюк Галина Дмитрівна          | 03.11.2010            | середня          | член Народної партії                                          | пенсіонер                                                                                   |
| Партія регіонів                                         |                                 |                       |                  |                                                               |                                                                                             |
| б/м                                                     | Сідавський Юрій Леонідович      | 03.11.2010            | вища             | член Партії регіонів                                          | фізична особа-підприємець                                                                   |
| б/м                                                     | Будьомко Ігор Миколайович       | 03.11.2010            | вища             | позапартійний                                                 | ТОВ «Будсервіс»", директор                                                                  |
| б/м                                                     | Бенедь Галина Яківна            | 03.11.2010            | вища             | член Партії регіонів                                          | Районний відділ податкової інспекції, начальник                                             |
| 1                                                       | Сніцар Олександр Сергійович     | 03.11.2010            | середня          | член Партії регіонів                                          | фізична особа-підприємець                                                                   |
| 3                                                       | Дахно Ігор Васильович           | 03.11.2010            | вища             | член Партії регіонів                                          | Районне управління Державного казначейства, начальник                                       |
| 6                                                       | Пархоменко Олексій Геннадійович | 03.11.2010            | вища             | позапартійний                                                 | ТОВ «Енергетик», комерційний директор                                                       |
| 9                                                       | Пархоменко Олег Геннадійович    | 03.11.2010            | вища             | позапартійний                                                 | ТОВ «Енергетик», фінансовий директор                                                        |
| Політична партія Всеукраїнське об'єднання «Батьківщина» |                                 |                       |                  |                                                               |                                                                                             |
| б/м                                                     | Вуйко Володимир Іванович        | 03.11.2010            | вища             | член Всеукраїнського об'єднання «Батьківщина»                 | ПП «Полятехнік», директор                                                                   |
| б/м                                                     | Цимбал Микола Іванович          | 03.11.2010            | вища             | член Всеукраїнського об'єднання «Батьківщина»                 | пенсіонер                                                                                   |
| б/м                                                     | Черкашин Микола Васильович      | 03.11.2010            | вища             | член Всеукраїнського об'єднання «Батьківщина»                 | пенсіонер                                                                                   |
| б/м                                                     | Янчук Олександр Миколайович     | 03.11.2010            | вища             | член Всеукраїнського об'єднання «Батьківщина»                 | тимчасово не працює                                                                         |
| б/м                                                     | Лисенко Оксана Борисівна        | 03.11.2010            | вища             | член Всеукраїнського об'єднання «Батьківщина»                 | приватний підприємець                                                                       |
| 4                                                       | Коваленко Олексій Андрійович    | 03.11.2010            | вища             | член Всеукраїнського об'єднання «Батьківщина»                 | ТОВ «Райагрошляхбуд», директор                                                              |
| 5                                                       | Добрянський Валерій Леонідович  | 03.11.2010            | вища             | член Всеукраїнського об'єднання «Батьківщина»                 | ЦРЛ, лікар                                                                                  |
| 7                                                       | Білозір Наталія Вікторівна      | 03.11.2010            | вища             | член Всеукраїнського об'єднання «Батьківщина»                 | Хлібокомбінат, інженер з якості                                                             |
| 10                                                      | Коваленко Андрій Олександрович  | 03.11.2010            | вища             | член Всеукраїнського об'єднання «Батьківщина»                 | фізична особа-підприємець                                                                   |
| 14                                                      | Лісяний Віктор Анатолійович     | 03.11.2010            | середня          | член Всеукраїнського об'єднання «Батьківщина»                 | тимчасово не працює                                                                         |
| Політична партія «Фронт Змін»                           |                                 |                       |                  |                                                               |                                                                                             |
| б/м                                                     | Мельник Роман Миколайович       | 03.11.2010            | незакінчена вища | член Політичної партії «Фронт Змін»                           | Фізична особа-підприємець                                                                   |
| б/м                                                     | Онищук Олександр Васильович     | 03.11.2010            | вища             | член Політичної партії «Фронт Змін»                           | Монастирищенське відділення ЧОД ВАТ «Райффайзен Банк Аваль», провідний експерт              |
| Соціально-екологічна партія «Союз. Чорнобиль. Україна.» |                                 |                       |                  |                                                               |                                                                                             |
| б/м                                                     | Семеновський Олег Володимирович | 03.11.2010            | вища             | позапартійний                                                 | Монастирищенська нафтобаза, начальник нафтобази                                             |
| б/м                                                     | Блажчук Борис Петрович          | 03.11.2010            | вища             | позапартійний                                                 | Монастирищенське професійно-технічне училище № 25, викладач спецдисциплін                   |
| 8                                                       | Бріт Анатолій Іванович          | 03.11.2010            | вища             | член Соціально-екологічної партії «Союз. Чорнобиль. Україна.» | ЦРЛ, фельдшер                                                                               |
| 13                                                      | Демчук Микола Васильович        | 03.11.2010            | вища             | член Соціально-екологічної партії «Союз. Чорнобиль. Україна.» | фізична особа-підприємець                                                                   |
| 15                                                      | Бойко Валерій Петрович          | 03.11.2010            | середня          | позапартійний                                                 | ПП «Солод», механік                                                                         |